# Marco Chiudinelli
Marco Chiudinelli, né le 10 septembre 1981 à Bâle, est un joueur de tennis suisse, professionnel de 2000 à 2017.
En 2014, il fait partie de l'équipe suisse vainqueur de la Coupe Davis contre la France en finale.

## Biographie
Né à Bâle en 1981, tout comme son ami Roger Federer, Marco Chiudinelli s'entraîne avec ce dernier durant leur jeunesse. Il réussit à le battre lors d'un match joué en 9 jeux gagnants alors qu'ils ont environ 8 ans (sur le circuit ATP, Federer l'a battu à deux reprises). Durant sa jeunesse, Chiudinelli est fan d'Ivan Lendl.
Il parle couramment allemand, anglais et français. Entraîné pendant plusieurs années par Jan de Witt, puis Amos Mansdorf, son coach actuel est Jan Vacek. Il vit à Füllinsdorf.
Licencié au sein du Tennis club de Paris depuis 2008, il a remporté le Championnat de France interclub en 2014 et a disputé 3 autres finales entre 2012 et 2015.

## Carrière
Durant sa carrière chez les juniors, il a notamment fait équipe en double avec Michael Lammer. Ensemble, ils ont remporté le tournoi de Davos et atteint les demi-finales aux championnats d'Europe. Ses premières années sont marquées par un contrôle positif à la nandrolone à l'occasion des Championnats de Suisse junior en 1999, ce qui lui valut une suspension de trois mois.
Il joue ses premiers tournois du Grand Chelem en 2002. C'est cependant en 2004 que sa carrière décolle. Il atteint tout d'abord la finale du tournoi Challenger de Belgrade où il y bat Novak Djokovic qui jouait le premier match professionnel de sa carrière. En juin, il remporte son premier match dans un tournoi ATP à Halle en s'imposant contre Michel Kratochvil, puis s'adjuge le tournoi de Donetsk en septembre. Il est ensuite huitième de finaliste à Tokyo et Bâle.
Il commence l'année 2005 par le tournoi de Doha où il élimine au premier tour la tête de série no 5 et 18e mondial, Andrei Pavel (7-5, 6-78, 6-4). Il joue son premier match de Coupe Davis où il s'incline en 5 sets contre Sjeng Schalken. Cependant, il contracte en mai une blessure à l'épaule droite qui le contraint à mettre un terme à sa saison après sa défaite en qualifications à Wimbledon. Il est de retour à la compétition en février 2006 après huit mois d'absence. Redescendu au-delà de la 700e place, il rejoue sur le circuit Future et s'adjuge deux tournois au Koweït. Issu des qualifications, il passe un tour à Halle où il bat Christophe Rochus puis à Gstaad en s'imposant contre Davide Sanguinetti. Lors de l'US Open, il parvient à s'extirper des qualifications puis il atteint le troisième tour en battant Fernando Vicente (6-4, 6-1, 6-4) et Feliciano López (3-6, 6-3, 4-6, 6-4, 6-3) avant de s'incliner contre Richard Gasquet (7-62, 6-3, 2-6, 7-62).
En 2007, après une qualification à Doha et à l'Open d'Australie, il se blesse gravement au genou gauche. Il est écarté des cours pendant 18 mois afin de se faire opérer et d'effectuer sa rééducation. Non classé en 2008, il commence la saison 2009 au 603e rang. Il parvient à se qualifier pour les huitièmes de finale du tournoi d'Afrique du Sud et de Dubaï en éliminant le 29e mondial, Ivo Karlović (7-64, 4-6, 7-67). En avril, issu des qualifications, il remporte aisément le Challenger de Tenerife puis enchaîne deux demi-finales à Crémone et Pozoblanco. Comme en 2006, il atteint le troisième tour de l'US Open. Après avoir remporté assez facilement ses trois matchs de qualification, il bat Potito Starace (7-63, 7-62, 6-0) puis Mikhail Youzhny en 4 sets (2-6, 7-64, 6-4, 6-3) avant de s'incliner contre un autre Russe, Nikolay Davydenko (6-4, 7-5, 7-5). Il est ensuite quart de finaliste à Bangkok (victoires sur Florian Mayer et Marat Safin) puis huitième de finaliste à Tokyo en battant Dudi Sela. Il réalise la meilleure performance de sa carrière début novembre en atteignant les demi-finales de l'Open de Bâle où il bat notamment Philipp Kohlschreiber (26e) au premier tour. Il termine l'année aux portes du top 50. Il reçoit à ce titre des mains de Roger Federer le trophée comeback de l’année 2009 pour avoir amélioré son classement de plus de 700 places en une saison.
Son nouveau classement lui permet de participer en 2010 aux tournois du Grand Chelem et aux Masters 1000 sans passer par les qualifications. Souvent malchanceux lors des tirages au sort, il ne gagne que peu de matchs et chute au classement. Il atteint tout de même un quart de finale à Stuttgart, un troisième tour à Washington et élimine 4 membres du top 40 dont Thomaz Bellucci, 21e à Gstaad. En 2011, il participe à deux demi-finales sur le circuit Challenger et se qualifie à quatre tournois ATP. L'année suivante, il signe deux belles victoires sur Nikolay Davydenko à Dubaï et Martin Kližan à Tokyo. Il atteint aussi à quatre reprises le deuxième tour d'un tournoi ATP. En 2013, il est finaliste à Kyoto et 5 fois demi-finaliste. Après sa victoire en Coupe Davis fin 2014, il arrête un temps la compétition en raison d'une opération au coude. Il fait son retour sur le circuit fin mai à l'occasion du Challenger d'Eskişehir où il est quart-de-finaliste. Il enchaîne sur un deuxième tour à Bois-le-Duc en étant issu des qualifications après avoir éliminé Benoît Paire. Début août, il parvient à se qualifier pour la finale du tournoi de Ségovie contre Evgeny Donskoy. Il réalise de très bons résultats début 2016. Demi-finaliste à Bangkok, il atteint ensuite la finale du tournoi de Manille. Mi-février, il remporte son troisième tournoi Challenger, le plus important de sa carrière, à Wrocław contre Jan Hernych. En juillet, il atteint les quarts de finale du tournoi sur gazon de Newport. Lors de l'US Open, il parvient à se qualifier pour le deuxième tour, pour la première fois depuis 2010, grâce à sa victoire sur Guilherme Clezar. Il s'incline contre Lucas Pouille après un long combat et avoir obtenu une balle de match (4-6, 3-6, 7-66, 6-2, 6-0).
Il prend sa retraite en 2017 à 36 ans. Il dispute son dernier match à l'Open de Bâle contre Robin Haase. Il dispute ses dernières compétitions officielles à l'occasion des interclubs en France.
Membre de l'équipe de Suisse de Coupe Davis depuis 2005, il remplace George Bastl en 2006. Son statut de no 3 suisse lui permet d'être sélectionné chaque année. Il se distingue en 2007 en battant Fernando Verdasco (6-3, 6-4, 3-6, 7-62) et David Ferrer (3-6, 6-3, 6-3). En présence de Roger Federer, il reste cantonné aux matchs sans enjeu. En 2013, associé à Stanislas Wawrinka, il joue un match épique contre Tomáš Berdych et Lukáš Rosol. Les Suisses s'inclinent en 7 h 02 sur le score de 6-4, 5-7, 6-4, 6-73, 24-22 en ayant écarté 11 balles de matchs. Lors de la campagne 2014, il remporte un double décisif contre la Serbie, avec Lammer. Il est également un temps pressenti pour jouer la finale en remplacement de Federer. En 2017, il hérite du statut de n°1 lors d'une rencontre contre les Américains. Pour les barrages, il sauve son équipe en remportant ses deux simples dont un décisif contre les biélorusses Dzmitry Zhyrmont (6-3, 4-6, 6-4, 6-3) et Yaraslav Shyla (6-4, 6-3, 6-4).
Associé à Michael Lammer, il remporte son seul tournoi ATP à Gstaad en 2009, grâce à une invitation et en ayant éliminé les trois premières têtes de série. Il s'agit d'une première pour un duo suisse depuis 1984. Il a aussi participé à trois autres finales dont une avec Roger Federer.

## Palmarès

### Titre en double messieurs
| No | Date       | Nom et lieu du tournoi     | Catégorie | Dotation  | Surface      | Partenaire     | Finalistes                      | Score    |          |
| -- | ---------- | -------------------------- | --------- | --------- | ------------ | -------------- | ------------------------------- | -------- | -------- |
| 1  | 26-07-2009 | Allianz Suisse Open Gstaad | ATP 250   | 398 250 € | Terre (ext.) | Michael Lammer | Jaroslav Levinský Filip Polášek | 7-5, 6-3 | Parcours |

### Finales en double messieurs
| No | Date       | Nom et lieu du tournoi          | Catégorie   | Dotation  | Surface      | Vainqueurs                            | Partenaire           | Score             |          |
| -- | ---------- | ------------------------------- | ----------- | --------- | ------------ | ------------------------------------- | -------------------- | ----------------- | -------- |
| 1  | 10-07-2006 | Allianz Suisse Open Gstaad      | Int' Series | 470 000 $ | Terre (ext.) | Jiří Novák Andrei Pavel               | Jean-Claude Scherrer | 6-3, 6-1          | Parcours |
| 2  | 08-06-2009 | Gerry Weber Open Halle (Westf.) | ATP 250     | 663 750 € | Gazon (ext.) | Christopher Kas Philipp Kohlschreiber | Andreas Beck         | 6-3, 6-4          | Parcours |
| 3  | 09-06-2014 | Gerry Weber Open Halle (Westf.) | ATP 250     | 711 010 € | Gazon (ext.) | Andre Begemann Julian Knowle          | Roger Federer        | 1-6, 7-5, [12-10] | Parcours |

## Parcours dans les tournois duGrand Chelem

### En simple
| Année | Open d'Australie | Open d'Australie | Internationaux de France | Internationaux de France | Wimbledon       | Wimbledon     | US Open         | US Open         |
| ----- | ---------------- | ---------------- | ------------------------ | ------------------------ | --------------- | ------------- | --------------- | --------------- |
| 2006  | —                | —                | —                        | —                        | —               | —             | 3e tour (1/16)  | Richard Gasquet |
| 2007  | 1er tour (1/64)  | Thomas Johansson | —                        | —                        | —               | —             | —               | —               |
| 2008  | —                | —                | —                        | —                        | —               | —             | —               | —               |
| 2009  | —                | —                | —                        | —                        | —               | —             | 3e tour (1/16)  | N. Davydenko    |
| 2010  | 2e tour (1/32)   | Novak Djokovic   | 2e tour (1/32)           | John Isner               | 1er tour (1/64) | A. Dolgopolov | 2e tour (1/32)  | John Isner      |
| 2011  | —                | —                | —                        | —                        | —               | —             | —               | —               |
| 2012  | —                | —                | —                        | —                        | —               | —             | —               | —               |
| 2013  | —                | —                | —                        | —                        | —               | —             | —               | —               |
| 2014  | —                | —                | —                        | —                        | —               | —             | 1er tour (1/64) | Illya Marchenko |
| 2015  | —                | —                | —                        | —                        | —               | —             | —               | —               |
| 2016  | —                | —                | —                        | —                        | —               | —             | 2e tour (1/32)  | Lucas Pouille   |

N.B. : sous le résultat se trouve le nom de l’ultime adversaire.

### En double
| Année | Open d'Australie           | Open d'Australie      | Internationaux de France   | Internationaux de France | Wimbledon                   | Wimbledon                 | US Open                    | US Open               |
| ----- | -------------------------- | --------------------- | -------------------------- | ------------------------ | --------------------------- | ------------------------- | -------------------------- | --------------------- |
| 2003  | —                          | —                     | —                          | —                        | 1er tour (1/32) Lovro Zovko | P. Haarhuis I. Kafelnikov | —                          | —                     |
| 2009  | —                          | —                     | 1er tour (1/32) Y. Allegro | F. Fognini T. Gabashvili | —                           | —                         | —                          | —                     |
| 2010  | 1er tour (1/32) V. Troicki | I. Kunitsyn Dudi Sela | 1er tour (1/32) C. Kas     | C. Fleming Ken Skupski   | 1er tour (1/32) B. Reynolds | Bob Bryan Mike Bryan      | 2e tour (1/16) Lukáš Lacko | Mardy Fish M. Knowles |

N.B. : le nom du partenaire se trouve sous le résultat ; le nom des ultimes adversaires se trouve à droite.

## Parcours dans lesMasters 1000
| Année | Indian Wells       | Miami             | Monte-Carlo        | Rome | Madrid                | Canada | Cincinnati | Shanghai             | Paris               |
| ----- | ------------------ | ----------------- | ------------------ | ---- | --------------------- | ------ | ---------- | -------------------- | ------------------- |
| 2009  | —                  | —                 | —                  | —    | —                     | —      | —          | 1er tour T. Bellucci | 1er tour N. Almagro |
| 2010  | 1er tour E. Gulbis | 1er tour F. Mayer | 1er tour E. Gulbis | —    | 1er tour M. Baghdatís | —      | —          | —                    | —                   |

N.B. : sous le résultat se trouve le nom de l’ultime adversaire.